# Adoretus nigritarsis
Adoretus nigritarsis är en skalbaggsart som beskrevs av Max Quedenfeldt 1884. Adoretus nigritarsis ingår i släktet Adoretus och familjen Rutelidae. Inga underarter finns listade i Catalogue of Life.